# Perissus mimicus
Perissus mimicus là một loài bọ cánh cứng trong họ Cerambycidae.